# Erotism

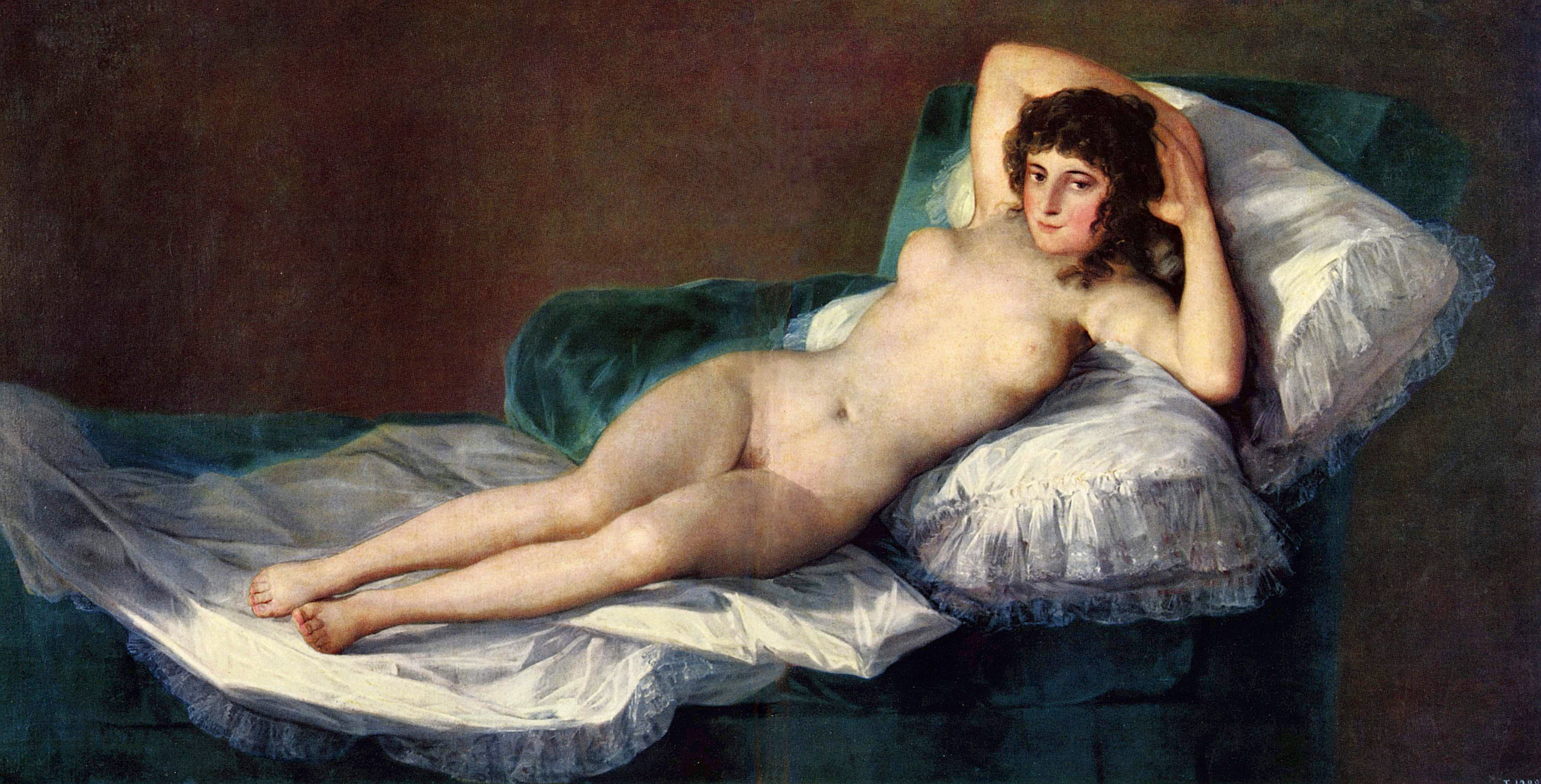
La Maja desnuda, pictură de Francisco de Goya (1746–1828), expusă la Muzeul Prado din Madrid

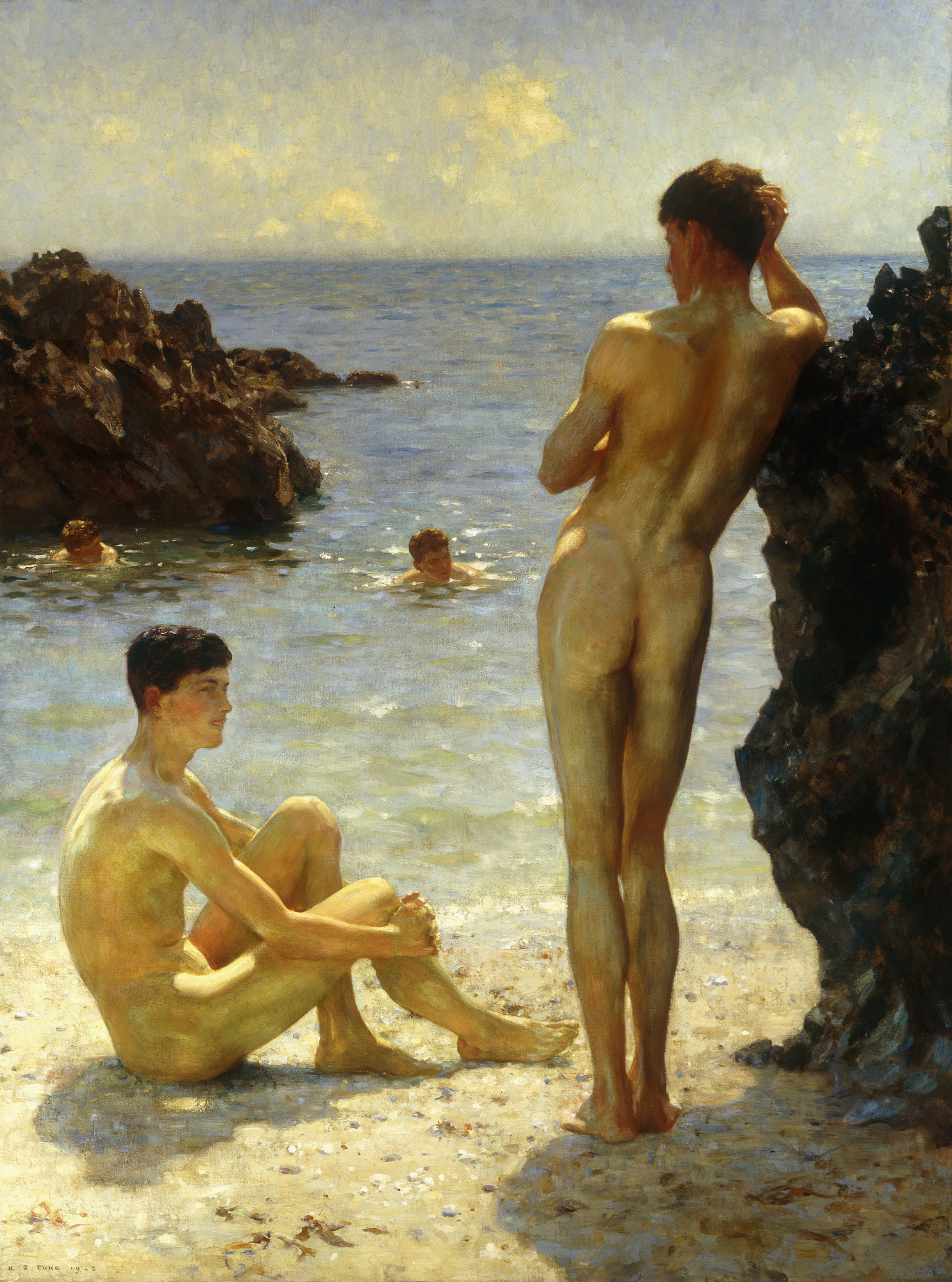
Iubitori ai Soarelui, pictură de Henry Scott Tuke din 1923

Erotismul (de la Eros, zeul iubirii în mitologia greacă) cuprinde tot ce amintește de dragostea fizică sau provoacă excitarea sexuală, fie prin opere de artă (literatură, film, fotografie, pictură, sculptură), fie prin situații, obiecte etc.
Erotismul este o atitudine care cauzează sentimente sau dorințe sexuale, precum și o contemplare filozofică referitoare la estetica dorinței sexuale, senzualitate și iubirea romantică.
Una din diferențele dintre erotism și pornografie constă în faptul că pornografia arată explicit trupul și actul sexual, prin toate fațetele posibile, ceea ce detașează total pornografia de tărâmul artelor, pe când erotismul se mulțumește adeseori doar să le sugereze.

## Erotismul în artă
La nivelul acestui tip de identificare acela al eroticului în arta, faptul că puritatea plăcerii erotice, în relație cu esteticul, este fundamental nuanțată de principii morale, creștine, educaționale dar și politice. Începuturile omenirii, cele care au creat imagini pe care le putem vedea și astăzi, au avut o deschidere totală față de erotism și rolul său în viața omului, considerând erotismul singurul antidot împotriva fricii omului în fața morții. Eros, zeul dragostei era considerat elementul vital al vieții. Artistul căutător al eternei frumuseți, căutător de simboluri și mesaje, a fost cu siguranță atras de această temă, chiar și în perioadele din istoria umanității când normele sociale, morale sau religioase interziceau acest subiect. Arta Egiptului antic și cea a Asiei au acceptat și celebrat Erosul ca pe elementul cel mai important al existenței omenești și în mod special al creației. Exemplele care arată deschiderea civilizației antice față de această temă sunt nenumărate, dar un desen realizat pe papirus în timpul Dinastiei a XVII a. Cuplul celor doi, a femeii și a regelui care trebuia satisfăcut, este însoțit de silueta zeului Eros, care veghează un ritual considerat important, nu rușinos. 
Subiectul erotismului în artă este abordat încă din epoca de piatra, descoperind în grote imagini feminine întruchipând zeița fertilității. Arta erotică și-a făcut simțită prezența mai ales în antichitate, epocă în care s-au dezvoltat cultura, arta, religia și marile civilizații, această temă fiind căutată și transpusă pe diferite suporturi de la pânză și gravură până în zilele noastre transpusa în tehnici moderne: arta digitală. Numeroși artiști plastici, filozofi, scriitori, muzicieni au fost inspirați de formele feminine și de zona erotică, acest subiect discutat, controversat, judecat, și pentru unii lasciv* și pornografic*.  
De la imaginile atât de expresive și directe ale antichității, mă voi opri la gravurile lui Rembrandt, acele gravuri care par instantanee din viețile oamenilor simplii, instantanee ale vieții lor erotice.  Incredibil desenator, impresionant prin măiestria cu care, printr-o linie extrem de plastică, reușește să creeze volumul, artistul este atras de această temă și realizează lucrări care imaginează actul sexual, chiar dacă normele vremii nu-i permiteau să fie foarte explicit. Aceste momente surprinse parcă de o cameră foto sunt lucrate cu o hașură care pare să nu se integreze total formei și atrag în mod special prin prospețimea imaginii.
Picasso, cu un desen de neconfundat, cu o linie sigură și aproape egală va adopta aceeași temă, sub titlul ,,Nimfa și Satirul’’. O siluetă feminină, parcă întru-n dans erotic își dezvăluie sexul unui personaj mitologic, care o privește cu satisfacție. Grafismul imaginii, libertatea formei, lipsa clară de constrângeri artistice, o libertate specifică autorului în a deforma, a mării sau a micșora după dorința sa. Toate aceste sunt elementele pe care le observi, care atrag făcând ca detaliile organelor sexuale aproape să nu fie observate. Erotismul la Picasso este relevat de o factura special, femeia din planul îndepărtat se transforma deseori în falus, iar totul se estompează prin motivele decorative invocate de factura maură. Personajele par să aibă rotunjimi senzuale, totul este sugerat, conotațiile sexuale regăsindu-se în liniile geometrizate, caracteristice, unde Picasso induce termenul de erotism de-o maniera simpla, minimalista.
Mari artiști români, ca Constantin Brâncuși, Camil Ressu sau Theodor Pallady, au șocat în epoca lor cu lucrări îndrăznețe, considerate aproape pornografice.

### Pictori
- Salvador Dali
- Pablo Picasso
- Egon Schiele
- Amedeo Modigliani
- Gustav Klimt
- Edvard Munch
- Peter Fendi, etc.

### Scriitori
Opera autorilor Ion Creangă, Mihai Eminescu, Tudor Arghezi și Geo Bogza a avut câteva alunecări picante, care au stârnit reacții virulente în presa vremii. Geo Bogza a fost întemnițat de două ori în anii ’30, la închisoarea Văcărești, din cauza volumului “Poemul invectivă”.